# Villa rustica 1 (Vachendorf)
Die Villa rustica 1 auf der Gemarkung von Vachendorf, einer Gemeinde im oberbayerischen Landkreis Traunstein, wurde 1996 durch den Fund von Terra-Sigillata-Scherben entdeckt. Die Villa rustica der römischen Kaiserzeit liegt südwestlich des Tüttensees und circa 450 Meter westlich von Lug. Sie ist ein geschütztes Bodendenkmal mit der Nummer D-1-8141-0098.
Der festgestellte Schutthügel ist 15 × 10 Meter groß und liegt an der oberen Hangkante über dem Mühlbach. Die Lage auf einer Terrasse am Südhang über einem Gewässer ist typisch für Villae rusticae.
Die Oberfläche des Schutthügels mit einer Höhe bis zu 50 cm hat eine durch Raubgrabungen zerstörte Oberfläche.